# Туркана (езеро)
Туркана (до 1975 г.Рудолф) (на английски: Lake Turkana, на амхарски: ሩዶልፍ ሐይቅ) е голямо, солено и безотточно езеро в Кения и Етиопия.
То е най-голямото непресъхващо пустинно езеро в света. Има площ от 6405 km2, максимална дълбочина от 73 m, дължина 312 km и ширина до 32 km. Разположено е в тектонска падина на 375 m н.в., между лавовото плато Туркана на запад и лавовата пустиня Чалби на изток. Бреговете му са слабо разчленени, като най-големите заливи са Алила на изток и Фергесонс на запад. От север в него се влива голямата река Омо, която е постоянна и редица пресъхващи, епизодични реки – Теркуел, Керио, Калакол, Ломенянгяпярят и др., като площта на водосборният му басейн е около 130 000 km². На южния бряг на езерото се издига действащият вулкан Телеки (646 m).
В далечното минало, когато реките били по-пълноводни, нивото на езерото е било с около 180 m по-високо. То се оттичало в Нил чрез тесен ръкав в северозападния си край, но от резките промени в климата нивото на водата спаднало и сега разклонението е изцяло пресъхнало. С течение на векове вулканите, обграждащи езерото, са изсипвали в него огромни количества пепел и лава, които са се разтворили във водите му и са образували дебел слой утайки от минерални соли като натриев карбонат, по-известен като калцинирана сода. Така са образувани и трите вулканични острова в него – Северен, Централен и Южен
Езерото е с богата фауна: обитава се от много видове риби, обект на местен риболов, крокодили, хипопотами и цели колонии от птици (орли рибари, чапли, патици, гъски, ибиси, корморани и бели пеликани).
Езерото Туркана е открито на 6 март 1888 г. от експедицията на унгарския граф Шамуел Телеки, в която дейно участие взема австрийския топограф Лудвиг фон Хьонел, която му извършва първото картографиране. То е наименувано от тях Рудолф в чест на австрийския престолонаследник – Рудолф Австрийски. През 1975 г., езерото Рудолф е преименувано на Туркана, по името на местното племе, обитаващо неговите брегове.